# Julie Moderne-Monod
Pour les articles homonymes, voir Monod.
Julie Moderne-Monod, née le 14 décembre 1888 à Alger et morte le 30 août 1972 à Sèvres, est une professeure de lettres française. Elle est notamment professeure au lycée de filles de Sèvres et engagée dans les activités du Centre international d'études pédagogiques de Sèvres.

## Biographie
Julie Monod est la fille de Charles Monod (1850-1897), pasteur en Algérie au moment de sa naissance, et de Pauline Grivel. Son père meurt en 1897 et la famille s'installe à Montauban. Elle est reçue première à l'École normale supérieure de Sèvres (1907 L) puis est reçue 9e à l'agrégation de lettres en 1910. Elle épouse en 1937 l'industriel Marius Moderne (1875-1949).
Elle dirige en 1909 le jardin d'enfants du collège Sévigné et, après son succès à l'agrégation, est nommée professeure aux lycées de jeunes filles de Tournon (1910), du Puy puis de Nantes où elle enseigne de 1915 à 1920 en classe préparatoire au concours d'entrée à École normale supérieure de Sèvres. Elle est nommée en 1920 au lycée de jeunes filles de Sèvres, école d'application de l'École normale supérieure, où elle enseigne jusqu'à sa retraite en 1951. Elle donne notamment un cours de « pédagogie-psychologie » destiné aux étudiantes du certificat d'aptitude à l'enseignement dans les classes primaires et les jardins d'enfants. Elle est directrice de stage des Sévriennes et s'engage dans les activités du CIEP après-guerre.

## Distinctions
- 1947 : chevalier de la Légion d'honneur